# كيتي الدريدج
كيتي الدريدج (بالإنجليزية: Kitty Aldridge)‏ هي روائية وكاتِبة وممثلة بريطانية، ولدت في 1962 في البحرين.

## وصلات خارجية
- كيتي الدريدج على موقع IMDb (الإنجليزية)
- كيتي الدريدج على موقع ميوزك برينز (الإنجليزية)
- كيتي الدريدج على موقع ديسكوغز (الإنجليزية)
- كيتي الدريدج على موقع قاعدة بيانات الفيلم (الإنجليزية)